# Hutovo blato
Hutovo Blato (en cyrillique : Хутово блато ; en français ; le marais de Hutovo) est une réserve naturelle et un parc ornithologique située au sud de la Bosnie-Herzégovine. Il est principalement composé de marécages créés par le système aquifère souterrain de la rivière Krupa. Il est alimenté par le massif calcaire d'Ostrvo qui sépare les lacs Deran et Svitavsko jezero.
La réserve spéciale de Hutovo blato figure dans la catégorie IV définie par l'Union internationale pour la conservation de la nature (UICN), celle des « aire[s] de gestion des habitats ou des espèces [...], aire[s] protégée[s] gérée[s] principalement à des fins de conservation, avec intervention au niveau de la gestion ». Elle figure aussi sur la liste des Zones importantes pour la conservation des oiseaux (ZICO), un inventaire établi par Birdlife International et visant à recenser les zones les plus favorables pour la conservation des oiseaux sauvages ; de fait, la réserve abrite plus de 240 espèces d'oiseaux migrateurs et plusieurs dizaines d'espèces qui y nichent en permanence, notamment près du lac Deran. La zone est également inscrite sur la liste des sites Ramsar pour la conservation des zones humides.
Hutotovo blato présente un intérêt majeur en raison de ses vestiges archéologiques, ceux de l'ancienne forteresse de Hutovo Blato mais surtout le site de Desilo, un ancien port qui conserve les restes engloutis de bateaux remontant aux Illyriens et contenant des amphores. À proximité des marais se trouvent également d'autres sites historiques importants comme ceux de Daorson, une ancienne ville illyrienne, de Mogorjelo, qui conserve les vestiges d'une villa romaine, ou encore ceux, plus récents, de Gabela ou de Počitelj.

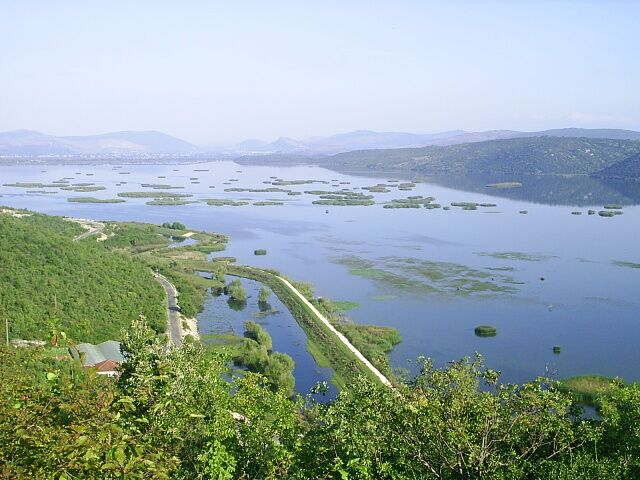
La zone humide de Hutovo Blato. (Photo Martin Brož)

## Faune

### Avifaune
Le 13 avril 2001, les espèces suivantes ont été repérées dans le parc :
| - Tachybaptus ruficollis (Grèbe castagneux) - Podiceps cristatus (Grèbe huppé) - Phalacrocorax carbo (Grand Cormoran) - Phalacrocorax pygmaeus (Cormoran pygmée) - Egretta garzetta (Aigrette garzette) - Ardea cinerea (Héron cendré) - Ardea purpurea (Héron pourpré) - Anas strepera (Canard chipeau) - Anas platyrhynchos (Canard colvert) - Anas querquedula (Sarcelle d'été) - Circaetus gallicus (Circaète Jean-le-Blanc) | - Circus aeruginosus (Busard des roseaux) - Buteo buteo (Buse variable) - Fulica atra (Foulque macroule) - Philomachus pugnax (Combattant varié) - Tringa glareola (Chevalier sylvain) - Larus ridibundus (Mouette rieuse) - Larus cachinnans (Goéland pontique) - Apus melba (Martinet à ventre blanc) - Hirundo rustica (Hirondelle rustique) - Motacilla alba (Bergeronnette grise) - Luscinia megarhynchos (Rossignol philomèle) | - Cettia cetti (Bouscarle de Cetti) - Curruca cantillans (Fauvette des Balkans) - Sylvia atricapilla (Fauvette à tête noire) - Aegithalos caudatus (Mésange à longue queue) - Remiz pendulinus (Rémiz penduline) - Corvus cornix (Corneille mantelée) - Passer domesticus (Moineau domestique) - Fringilla coelebs (Pinson des arbres) - Serinus serinus (Serin cini) - Emberiza cirlus (Bruant zizi) - Miliaria calandra (Bruant proyer) |